# Kol Ferenc
Kol Ferenc (Radnótfája, 1869. december 4. – Budapest, 1939. augusztus 11.) okleveles mérnök, postaműszaki főigazgató, helyettes államtitkár.

## Életútja
A kolozsvári Főgimnáziumban letett érettségi vizsga után a budapesti Királyi József Műegyetemen tanult tovább, ahol 1894. június 21-én mérnöki oklevelet szerzett. 
Ezt követően két éven át Beszterce-Naszód vármegye mérnöke volt. Postai szolgálatát 1896. november 28-án, Kolozsváron kezdte meg, ahol nemsokára az építési osztály vezetője lett. 1900. október 2-án Kassára helyezték át, ahonnan 1902. szeptember 22-én Budapestre, a posta vezérigazgatóság műszaki osztályához került. 1907. február 28-án főmérnöki kinevezését kapott. 1908. április 13-tól ismét Kolozsváron dolgozott, 10 éven át vezette az ottani műszaki felügyelőséget. 1911. január 30-án műszaki tanácsossá, majd 1918. november 21-én műszaki igazgatóvá léptették elő.
Az 1. Világháborút követően, Erdély román megszállásának következtében otthona elhagyására kényszerült, 1919-ben rövid szegedi kitérő után, augusztus 22-én Budapestre helyezték és megbízták a távíró és távbeszélő igazgatóság vezetésével. 1921. október 1-én a posta műszaki főigazgatója lett, 1924. március 13-án helyettes államtitkárrá nevezték ki.
1932-ben a Postától nyugdíjba vonult, majd 1933-tól haláláig az Magyar Siemens-Schucker Művek Villamossági Rt. (MSSM) igazgatóságának tagja volt.
1939. augusztus 14-én helyezték örök nyugalomra a Farkasréti temetőben.

## Munkássága
Kiemelkedő érdemeket szerzett az 1. Világháború idején az erdélyi hadműveletek következtében megnövekedett távíró és távbeszélő forgalom műszaki feltételeinek megteremtésében, a háborús károk helyreállításában, ezekért a hadiforgalom terén teljesített szolgálataiért a Ferenc József-rend lovagkeresztjét kapta meg a katonai érdemkereszt szalagján. Pályafutása során irányította a budapesti távbeszélő hálózat rekonstrukcióját, a budapesti és a vidéki nagyvárosok automata központjainak kiépítését, a falurendszerű központok bevezetését, a bérháztelefonok rendszeresítését, a fontos nemzetközi kapcsolatok kiépítését, többek között a Budapest–Bécs távbeszélőkábel megvalósítását. Hivatali működése folyamán a párizsi és brüsszeli nemzetközi távíró- és távbeszélőkonferenciákon, továbbá a Comité Consultatif International Téléphonique et Télégraphique számos ülésén képviselte a magyar királyi Postát állandó tagként. Elérte, hogy a magyar posta is intenzíven bekapcsolódjon a nemzetközi távbeszélő forgalmi- és tarifapolitika irányításába. 
A Magyar Rádió hírszolgálatának elindítása előtt Németországban tett tanulmányutat, majd később részt vett a rádió adótársaságok nemzetközi konferenciáján Genfben. A vidéki rádióközvetítő állomások építése, a székesfehérvári rövidhullámú távíró és távbeszélő adóberendezések létesítése és ezáltal a közvetlen magyar–amerikai távíró összeköttetés létrehozása, ezzel kapcsolatosan a tárnoki vevőállomás átépítése és modernizálása, továbbá a budapesti rádióstúdió bővítési munkálatainak irányítása is az ő nevéhez fűződtek. Kezdeményezésére indult el egy 120 kW-os központi műsorszóró adóállomás tervezése, a megvalósult lakihegyi rádióadót 1933. december 1-én helyezték üzembe, antennatornya akkor Európa legmagasabb építménye volt, adóberendezése a világ élvonalába tartozott. 
Személyében éveken át a Postás Sport Egyesület társelnökét is tisztelhették.

## Elismerései (válogatás)
- Ferenc József-rend lovagkeresztje a katonai érdemkereszt szalagján (1916. február 24.)
- II. osztályú Magyar Érdemkereszt (1928. december 13.)
- Nagy Érdemjelvény csillaggal (1929. október 2.)
- Osztrák Nagy Díszjelvény a csillaggal (elfogadása és viselése 1929. november 8-án engedélyezve)